# Naka
Naka (那珂市 -shi) é uma cidade japonesa localizada na província de Ibaraki.
Em 1 de fevereiro de 2005 a cidade tinha uma população estimada em 56 738 habitantes e uma densidade populacional de 580 h/km². Tem uma área total de 97,80 km².
Recebeu o estatuto de cidade a 21 de Janeiro de 2005.

## Cidade-irmã
- Oak Ridge, Estados Unidos